# Caraá
Caraá egy község (município) Brazíliában, Rio Grande do Sul államban. 2021-ben népességét 8426 főre becsülték.

## Története
A környéken indiánok éltek, és tőlük származik a hely elnevezése is; a caraá egy bambuszféle megnevezése volt, melyet alapanyagul használtak kézműves termékeikhez. A portugál gyarmatosítás során azoriak érkeztek a területre, akik kisebb közösségeket hoztak létre a hegyekből a São Paulo felé vezető út mentén. A 19. század végén olaszok telepedtek le (a lakosság túlnyomó részét ma is olasz származásúak alkotják), a kialakuló települést pedig 1898-ban Vila Novaként említették. 1910-ben Santo Antônio da Patrulha kerületévé nyilvánították Rio dos Sinos néven, mely az itt eredő folyó neve. 1938-ban átkeresztelték Pedra Branca, majd 1939-ben Caraá névre. 1995-ben függetlenedett Santo Antônio da Patrulhától és önálló községgé alakult.

## Leírása
Székhelye Caraá, további kerületei nincsenek. Dombos-völgyes, igen termékeny vidék; területén ered a Rio dos Sinos. A község területének nagy részét régen erdő borította, de manapság ez az arány már csak 14%. A fő tevékenység a mezőgazdaság, főként cukornádat termesztenek (melyből cukrot és cachaçát állítanak elő), emellett paszulyt, kukoricát, dohányt, maniókát. Jelentős sertés- és szarvasmarha-tenyésztése is. Az idegenforgalmi szektort az öko- és faluturizmus jellemzi.